# Keisuke Honda
Keisuke Honda (本田 圭佑, Honda Keisuke, Settsu, 13 juni 1986) is een voormalige Japanse voetballer die doorgaans speelde als middenvelder.

## Clubcarrière

### Japan
Keisuke (spreek uit 'Keeske') begon met voetbal bij de regionale club Settsu Club, waarna hij bij Gamba Osaka Junior Youth en Seiryo High School voetbalde. Bij de laatste club werd hij gescout door Nagoya Grampus, de club waar Sef Vergoossen toen trainer was. Honda debuteerde in 2005 in de J1 League en debuteerde wat later voor het nationale team.

### VVV-Venlo
In 2007 werd hij bij VVV-Venlo aangeraden door Sef Vergoossen. Na een proefperiode nam de club uit Venlo hem onder contract. In het seizoen 2008/2009 werd Honda met VVV kampioen van de eerste divisie. Begin seizoen 2009/2010 zorgde hij voor een clubrecord door in de eerste vier competitiewedstrijden in de eredivisie telkens te scoren.

### CSKA Moskou
Op 31 december 2009 bereikte VVV-Venlo overeenstemming met CSKA Moskou, waar hij voor ongeveer negen miljoen euro naartoe ging. De laatste wedstrijd van Honda voor VVV was Heracles Almelo-VVV-Venlo, die met 1-0 verloren werd.
In de transferperiode van het seizoen 2010/11, wat in Rusland midden in het seizoen viel, werd Honda in verband gebracht met onder andere AC Milan. Dit komt mede door zijn goede WK in Zuid-Afrika eerder in de zomer.

### AC Milan
Op 27 oktober bevestigde AC Milan-trainer Massimiliano Allegri dat Honda per 3 januari 2014 zou aansluiten in Milaan. Hij tekende een contract tot medio 2017. Bij zijn debuut op 7 april 2014 maakte Honda zijn eerste doelpunt voor AC Milan, tijdens een met 1-2 gewonnen wedstrijd uit bij Genoa CFC.

### CF Pachuca
In de zomer van 2017 vertrok Honda naar Mexico, om te gaan spelen voor CF Pachuca. Hij maakte een doelpunt in zijn debuut tegen Veracruz.

### Melbourne Victory
Seizoen 2018/19 bracht Honda door als speler van Melbourne Victory.

### Vitesse
Aan het begin van seizoen 2019/20 was Honda clubloos en hield hij zijn conditie op peil bij VVV Venlo en Vitesse. Met ingang van november tekende hij een contract bij Vitesse. Eind december zag hij echter geen perspectief meer bij Vitesse nadat trainer Leonied Sloetski wegens tegenvallende uitslagen zelf was opgestapt. Het contract van Honda werd in onderlinge overeenstemming met Vitesse ontbonden (december 2019).

### Botafogo
In januari 2020 tekende Honda een contract bij Botafogo FR. Aan het einde van het jaar verliet hij de club. In februari 2021 werd hij gepresenteerd bij het Portugese Portimonense SC. Omdat hij echter niet speelgerechtigd bleek, werd de overgang alsnog afgeblazen.

### Neftçi Bakoe
Op 15 maart 2021 verbond Honda zich tot het einde van het seizoen aan Neftçi Bakoe in Azerbeidzjan. Met de club won hij de Azerbeidzjan Premyer Liqası.

### Sūduva Marijampolė
Op 14 september 2021 verbond hij zich aan Sūduva Marijampolė uit Litouwen.

## Clubstatistieken
| Seizoen | Club                 | Competitie     | Competitie | Competitie | Beker | Beker | Internationaal1 | Internationaal1 | Overig2 | Overig2 | Totaal | Totaal |
| Seizoen | Club                 | Competitie     | Wed.       | Dlp.       | Wed.  | Dlp.  | Wed.            | Dlp.            | Wed.    | Dlp.    | Wed.   | Dlp.   |
| ------- | -------------------- | -------------- | ---------- | ---------- | ----- | ----- | --------------- | --------------- | ------- | ------- | ------ | ------ |
| 2004    | Nagoya Grampus Eight | J-League       | 0          | 0          | 0     | 0     | –               | –               | 1       | 0       | 1      | 0      |
| 2005    | Nagoya Grampus Eight | J-League       | 31         | 2          | 2     | 0     | –               | –               | 2       | 0       | 35     | 2      |
| 2006    | Nagoya Grampus Eight | J-League       | 29         | 6          | 1     | 0     | –               | –               | 4       | 2       | 34     | 8      |
| 2007    | Nagoya Grampus Eight | J-League       | 30         | 3          | 2     | 0     | –               | –               | 3       | 0       | 35     | 3      |
| 2007/08 | VVV-Venlo            | Eredivisie     | 14         | 2          | 0     | 0     | –               | –               | 3       | 0       | 17     | 2      |
| 2008/09 | VVV-Venlo            | Eerste divisie | 36         | 16         | 1     | 0     | –               | –               | –       | –       | 37     | 16     |
| 2009/10 | VVV-Venlo            | Eredivisie     | 18         | 6          | 2     | 2     | –               | –               | –       | –       | 20     | 8      |
| 2010    | CSKA Moskou          | Premjer-Liga   | 28         | 4          | 1     | 0     | 10              | 2               | 1       | 0       | 40     | 6      |
| 2011/12 | CSKA Moskou          | Premjer-Liga   | 25         | 8          | 5     | 0     | 3               | 0               | 1       | 0       | 34     | 8      |
| 2012/13 | CSKA Moskou          | Premjer-Liga   | 23         | 7          | 3     | 1     | 2               | 1               | –       | –       | 28     | 9      |
| 2013/14 | CSKA Moskou          | Premjer-Liga   | 18         | 1          | 0     | 0     | 6               | 2               | 1       | 2       | 25     | 5      |
| 2013/14 | AC Milan             | Serie A        | 14         | 1          | 2     | 1     | –               | –               | –       | –       | 16     | 2      |
| 2014/15 | AC Milan             | Serie A        | 29         | 6          | 1     | 0     | –               | –               | –       | –       | 30     | 6      |
| 2015/16 | AC Milan             | Serie A        | 30         | 1          | 7     | 1     | –               | –               | –       | –       | 37     | 2      |
| 2016/17 | AC Milan             | Serie A        | 8          | 1          | 1     | 0     | –               | –               | –       | –       | 9      | 1      |
| 2017/18 | CF Pachuca           | Liga MX        | 29         | 10         | 5     | 3     | –               | –               | 2       | 0       | 36     | 13     |
| 2018/19 | Melbourne Victory    | A-League       | 20         | 7          | 4     | 1     | 0               | 0               | –       | –       | 24     | 8      |
| 2019/20 | Vitesse              | Eredivisie     | 4          | 0          | 0     | 0     | 0               | 0               | –       | –       | 0      | 0      |
| 2020    | Botafogo             | Série A        | 18         | 2          | 9     | 1     | –               | –               | –       | –       | 27     | 3      |
| 2021    | Neftchi              | Premyer Liqa   | 7          | 2          | 0     | 0     | –               | –               | –       | –       | 7      | 2      |
| 2021    | FK Sūduva            | A lyga         | 6          | 1          | 0     | 0     | –               | –               | –       | –       | 6      | 1      |
| Totaal  | Totaal               | Totaal         | 417        | 86         | 46    | 10    | 21              | 5               | 18      | 4       | 502    | 105    |

## Interlandcarrière
Honda speelde met het Japanse team op het WK voor jongeren en speelde voor het Japanse team onder 23, dat zich wist te kwalificeren voor de Olympische Zomerspelen 2008. Zijn debuut bij het A-elftal was op 22 juni 2008, een kwalificatiewedstrijd voor het WK tegen Bahrein. Op 14 juli 2008 werd bekend dat hij was geselecteerd als middenvelder voor het Japanse team onder de 23 dat meedeed aan de Olympische Spelen (2008) in Peking. Hij maakte zijn eerste doelpunt voor het "grote" team op 27 mei 2009 in een vriendschappelijke wedstrijd tegen Chili in het Nagai stadion in Osaka.

### WK 2010
Honda maakte Japan's winnende goal in hun eerste groepswedstrijd tegen Kameroen, hij maakte Daisuke Matsui's pass af in de linkerkruising, wat tevens het enige doelpunt was van deze wedstrijd, hierdoor werd hij gekozen als Man of the Match door FIFA. In de laatste groepswedstrijd tegen Denemarken scoorde hij vanuit een vrije trap in de 17de minuut en tekende hij in de 88ste minuut voor de assist op Okazaki die de 3-1 scoorde, hierdoor ontving Honda weer de titel Man of the Match en wist Japan zich als tweede in groep E te plaatsen voor de 8e finales, waarin ze werden uitgeschakeld door Paraguay met 3-5 stand na penalty's.

### Azië Cup 2011
In de tweede groepswedstrijd tegen Syrië maakte Honda de winnende treffer in de 82ste minuut vanaf elf meter. Deze wedstrijd eindigde in 2-1 voor Japan nadat de eerste wedstrijd in een 1-1 eindigde. In de eerste wedstrijd wist Honda het doel niet te vinden. De treffer van Honda betekende het 1000e internationale doelpunt van Japan.

### WK 2014
In 2014 was Honda opnieuw deel van de Japanse WK-selectie. Het toernooi werd geen succes voor het land, het strandde in de groepsfase. Honda werd, doordat hij een doelpunt maakte tegen Ivoorkust, wel de eerste Japanner die op twee WK's tot scoren kwam.

### WK 2018
Ook op het WK 2018 in Rusland, behoort Honda tot de WK-selectie van Japan. Na de uitschakeling van Japan kondigde Honda aan te stoppen als international.
| Interlands van Keisuke Honda voor Japan | Interlands van Keisuke Honda voor Japan | Interlands van Keisuke Honda voor Japan | Interlands van Keisuke Honda voor Japan | Interlands van Keisuke Honda voor Japan | Interlands van Keisuke Honda voor Japan | Interlands van Keisuke Honda voor Japan |
| №                                       | Datum                                   | Wedstrijd                               | Uitslag                                 | Competitie                              | Doelpunten                              |                                         |
| Als speler van VVV-Venlo                | Als speler van VVV-Venlo                | Als speler van VVV-Venlo                | Als speler van VVV-Venlo                | Als speler van VVV-Venlo                | Als speler van VVV-Venlo                | Als speler van VVV-Venlo                |
| --------------------------------------- | --------------------------------------- | --------------------------------------- | --------------------------------------- | --------------------------------------- | --------------------------------------- | --------------------------------------- |
| 1.                                      | 22 juni 2008                            | Japan – Bahrein                         | 1 – 0                                   | Kwalificatie WK 2010                    | 0                                       |                                         |
| 2.                                      | 28 januari 2009                         | Bahrein – Japan                         | 1 – 0                                   | Kwalificatie Azië Cup 2011              | 0                                       |                                         |
| 3.                                      | 27 mei 2009                             | Japan – Chili                           | 4 – 0                                   | Vriendschappelijk                       | 1                                       |                                         |
| 4.                                      | 31 mei 2009                             | Japan – België                          | 4 – 0                                   | Vriendschappelijk                       | 0                                       |                                         |
| 5.                                      | 6 juni 2009                             | Oezbekistan – Japan                     | 0 – 1                                   | Kwalificatie WK 2010                    | 0                                       |                                         |
| 6.                                      | 10 juni 2009                            | Japan – Qatar                           | 1 – 1                                   | Kwalificatie WK 2010                    | 0                                       |                                         |
| 7.                                      | 5 september 2009                        | Nederland – Japan                       | 3 – 0                                   | Vriendschappelijk                       | 0                                       |                                         |
| 8.                                      | 9 september 2009                        | Japan – Ghana                           | 4 – 3                                   | Vriendschappelijk                       | 0                                       |                                         |
| 9.                                      | 10 oktober 2009                         | Japan – Schotland                       | 2 – 0                                   | Vriendschappelijk                       | 1                                       |                                         |
| 10.                                     | 14 oktober 2009                         | Japan – Togo                            | 5 – 0                                   | Vriendschappelijk                       | 1                                       |                                         |
| 11.                                     | 14 november 2009                        | Zuid-Afrika – Japan                     | 0 – 0                                   | Vriendschappelijk                       | 0                                       |                                         |
| Als speler van CSKA Moskou              |                                         |                                         |                                         |                                         |                                         |                                         |
| 12.                                     | 3 maart 2010                            | Japan – Bahrein                         | 2 – 0                                   | Kwalificatie Azië Cup 2011              | 1                                       |                                         |
| 13.                                     | 24 mei 2010                             | Japan – Zuid-Korea                      | 0 – 2                                   | Vriendschappelijk                       | 0                                       |                                         |
| 14.                                     | 30 mei 2010                             | Engeland – Japan                        | 2 – 1                                   | Vriendschappelijk                       | 0                                       |                                         |
| 15.                                     | 4 juni 2010                             | Japan – Ivoorkust                       | 0 – 2                                   | Vriendschappelijk                       | 0                                       |                                         |
| 16.                                     | 14 juni 2010                            | Japan – Kameroen                        | 1 – 0                                   | WK 2010                                 | 1                                       |                                         |
| 17.                                     | 19 juni 2010                            | Nederland – Japan                       | 1 – 0                                   | WK 2010                                 | 0                                       |                                         |
| 18.                                     | 24 juni 2010                            | Denemarken – Japan                      | 1 – 3                                   | WK 2010                                 | 1                                       |                                         |
| 19.                                     | 29 juni 2010                            | Paraguay – Japan                        | 0 – 0                                   | WK 2010                                 | 0                                       |                                         |
| 20.                                     | 4 september 2010                        | Japan – Paraguay                        | 1 – 0                                   | Vriendschappelijk                       | 0                                       |                                         |
| 21.                                     | 7 september 2010                        | Japan – Guatemala                       | 2 – 1                                   | Vriendschappelijk                       | 0                                       |                                         |
| 22.                                     | 8 oktober 2010                          | Japan – Argentinië                      | 1 – 0                                   | Vriendschappelijk                       | 0                                       |                                         |
| 23.                                     | 12 oktober 2010                         | Zuid-Korea – Japan                      | 0 – 0                                   | Vriendschappelijk                       | 0                                       |                                         |
| 24.                                     | 9 januari 2011                          | Japan – Jordanië                        | 1 – 1                                   | Azië Cup 2011                           | 0                                       |                                         |
| 25.                                     | 13 januari 2011                         | Syrië – Japan                           | 1 – 2                                   | Azië Cup 2011                           | 1                                       |                                         |
| 26.                                     | 21 januari 2011                         | Qatar – Japan                           | 2 – 3                                   | Azië Cup 2011                           | 0                                       |                                         |
| 27.                                     | 25 januari 2011                         | Japan – Zuid-Korea                      | 2 – 2                                   | Azië Cup 2011                           | 0                                       |                                         |
| 28.                                     | 29 januari 2011                         | Japan – Australië                       | 1 – 0                                   | Azië Cup 2011                           | 0                                       |                                         |
| 29.                                     | 1 juni 2011                             | Japan – Peru                            | 0 – 0                                   | Vriendschappelijk                       | 0                                       |                                         |
| 30.                                     | 7 juni 2011                             | Japan – Tsjechië                        | 0 – 0                                   | Vriendschappelijk                       | 0                                       |                                         |
| 31.                                     | 10 augustus 2011                        | Japan – Zuid-Korea                      | 3 – 0                                   | Vriendschappelijk                       | 1                                       |                                         |
| 32.                                     | 23 mei 2012                             | Japan – Azerbeidzjan                    | 2 – 0                                   | Vriendschappelijk                       | 0                                       |                                         |
| 33.                                     | 3 juni 2012                             | Japan – Oman                            | 3 – 0                                   | Kwalificatie WK 2014                    | 1                                       |                                         |
| 34.                                     | 8 juni 2012                             | Japan – Jordanië                        | 6 – 0                                   | Kwalificatie WK 2014                    | 3                                       |                                         |
| 35.                                     | 12 juni 2012                            | Australië – Japan                       | 1 – 1                                   | Kwalificatie WK 2014                    | 0                                       |                                         |
| 36.                                     | 15 augustus 2012                        | Japan – Venezuela                       | 1 – 1                                   | Vriendschappelijk                       | 0                                       |                                         |
| 37.                                     | 6 september 2012                        | Japan – Verenigde Arabische Emiraten    | 1 – 0                                   | Vriendschappelijk                       | 0                                       |                                         |
| 38.                                     | 11 september 2012                       | Japan – Irak                            | 1 – 0                                   | Kwalificatie WK 2014                    | 0                                       |                                         |
| 39.                                     | 16 oktober 2012                         | Japan – Brazilië                        | 0 – 4                                   | Vriendschappelijk                       | 0                                       |                                         |
| 40.                                     | 14 november 2012                        | Oman – Japan                            | 1 – 2                                   | Kwalificatie WK 2014                    | 0                                       |                                         |
| 41.                                     | 6 februari 2013                         | Japan – Letland                         | 3 – 0                                   | Vriendschappelijk                       | 1                                       |                                         |
| 42.                                     | 4 juni 2013                             | Japan – Australië                       | 1 – 1                                   | Kwalificatie WK 2014                    | 1                                       |                                         |
| 43.                                     | 15 juni 2013                            | Brazilië – Japan                        | 3 – 0                                   | FIFA Confederations Cup                 | 0                                       |                                         |
| 44.                                     | 20 juni 2013                            | Italië – Japan                          | 4 – 3                                   | FIFA Confederations Cup                 | 1                                       |                                         |
| 45.                                     | 22 juni 2013                            | Japan – Mexico                          | 1 – 2                                   | FIFA Confederations Cup                 | 0                                       |                                         |
| 46.                                     | 14 augustus 2013                        | Japan – Uruguay                         | 2 – 4                                   | Vriendschappelijk                       | 1                                       |                                         |
| 47.                                     | 6 september 2013                        | Japan – Guatemala                       | 3 – 0                                   | Vriendschappelijk                       | 1                                       |                                         |
| 48.                                     | 10 september 2013                       | Japan – Ghana                           | 3 – 1                                   | Vriendschappelijk                       | 1                                       |                                         |
| 49.                                     | 11 oktober 2013                         | Servië - Japan                          | 2 – 0                                   | Vriendschappelijk                       | 0                                       |                                         |
| 50.                                     | 15 oktober 2013                         | Wit-Rusland - Japan                     | 1 – 0                                   | Vriendschappelijk                       | 0                                       |                                         |
| 51.                                     | 16 november 2013                        | Japan – Nederland                       | 2 – 2                                   | Vriendschappelijk                       | 1                                       |                                         |
| 52.                                     | 19 november 2013                        | België - Japan                          | 2 – 3                                   | Vriendschappelijk                       | 1                                       |                                         |
| Als speler van AC Milan                 |                                         |                                         |                                         |                                         |                                         |                                         |
| 53.                                     | 5 maart 2014                            | Japan – Nieuw-Zeeland                   | 4 – 2                                   | Vriendschappelijk                       | 0                                       |                                         |
| 54.                                     | 27 mei 2014                             | Japan – Cyprus                          | 2 – 1                                   | Vriendschappelijk                       | 0                                       |                                         |
| 55.                                     | 3 juni 2014                             | Costa Rica – Japan                      | 1 – 3                                   | Vriendschappelijk                       | 0                                       |                                         |
| 56.                                     | 7 juni 2014                             | Zambia – Japan                          | 3 – 4                                   | Vriendschappelijk                       | 2                                       |                                         |
| 57.                                     | 15 juni 2014                            | Ivoorkust – Japan                       | 2 – 1                                   | WK 2014                                 | 1                                       |                                         |
| 58.                                     | 20 juni 2014                            | Griekenland – Japan                     | 0 – 0                                   | WK 2014                                 | 0                                       |                                         |
| 59.                                     | 24 juni 2014                            | Colombia – Japan                        | 4 – 1                                   | WK 2014                                 | 0                                       |                                         |
| 60.                                     | 5 september 2014                        | Japan – Uruguay                         | 0 – 2                                   | Vriendschappelijk                       | 0                                       |                                         |
| 61.                                     | 9 september 2014                        | Japan – Venezuela                       | 2 – 2                                   | Vriendschappelijk                       | 0                                       |                                         |
| 62.                                     | 10 oktober 2014                         | Japan – Jamaica                         | 1 – 0                                   | Vriendschappelijk                       | 0                                       |                                         |
| 63.                                     | 14 oktober 2014                         | Brazilië – Japan                        | 4 – 0                                   | Vriendschappelijk                       | 0                                       |                                         |
| 64.                                     | 14 november 2014                        | Japan – Honduras                        | 6 – 0                                   | Vriendschappelijk                       | 1                                       |                                         |
| 65.                                     | 18 november 2014                        | Japan – Australië                       | 2 – 1                                   | Vriendschappelijk                       | 0                                       |                                         |
| 66.                                     | 12 januari 2015                         | Palestina – Japan                       | 0 – 4                                   | Azië Cup 2015                           | 1                                       |                                         |
| 67.                                     | 16 januari 2015                         | Irak – Japan                            | 0 – 1                                   | Azië Cup 2015                           | 1                                       |                                         |
| 68.                                     | 20 januari 2015                         | Jordanië – Japan                        | 0 – 2                                   | Azië Cup 2015                           | 1                                       |                                         |
| 69.                                     | 23 januari 2015                         | Verenigde Arabische Emiraten – Japan    | 6 – 5 n.s.                              | Azië Cup 2015                           | 0                                       |                                         |
| 70.                                     | 27 maart 2015                           | Japan – Tunesië                         | 2 – 0                                   | Vriendschappelijk                       | 1                                       |                                         |
| 71.                                     | 31 maart 2015                           | Japan – Oezbekistan                     | 5 – 1                                   | Vriendschappelijk                       | 0                                       |                                         |
| 72.                                     | 11 juni 2015                            | Japan – Irak                            | 4 – 0                                   | Vriendschappelijk                       | 1                                       |                                         |
| 73.                                     | 16 juni 2015                            | Japan – Singapore                       | 0 – 0                                   | Kwalificatie WK 2018                    | 0                                       |                                         |
| 74.                                     | 3 september 2015                        | Japan – Cambodja                        | 3 – 0                                   | Kwalificatie WK 2018                    | 1                                       |                                         |
| 75.                                     | 8 september 2015                        | Afghanistan – Japan                     | 0 – 6                                   | Kwalificatie WK 2018                    | 1                                       |                                         |
| 76.                                     | 8 oktober 2015                          | Syrië – Japan                           | 0 – 3                                   | Kwalificatie WK 2018                    | 1                                       |                                         |
| 77.                                     | 13 oktober 2015                         | Iran – Japan                            | 1 – 1                                   | Vriendschappelijk                       | 0                                       |                                         |
| 78.                                     | 12 november 2015                        | Singapore – Japan                       | 0 – 3                                   | Kwalificatie WK 2018                    | 1                                       |                                         |
| 79.                                     | 17 november 2015                        | Cambodja – Japan                        | 1 – 2                                   | Kwalificatie WK 2018                    | 1                                       |                                         |
| 80.                                     | 29 maart 2016                           | Japan – Syrië                           | 5 – 0                                   | Kwalificatie WK 2018                    | 1                                       |                                         |
| 81.                                     | 1 september 2016                        | Japan – Verenigde Arabische Emiraten    | 1 – 2                                   | Kwalificatie WK 2018                    | 1                                       |                                         |
| 82.                                     | 6 september 2016                        | Thailand – Japan                        | 0 – 2                                   | Kwalificatie WK 2018                    | 0                                       |                                         |
| 83.                                     | 6 oktober 2016                          | Japan – Irak                            | 2 – 1                                   | Kwalificatie WK 2018                    | 0                                       |                                         |
| 84.                                     | 11 oktober 2016                         | Australië – Japan                       | 1 – 1                                   | Kwalificatie WK 2018                    | 0                                       |                                         |
| 85.                                     | 11 november 2016                        | Japan – Oman                            | 4 – 0                                   | Vriendschappelijk                       | 0                                       |                                         |
| 86.                                     | 15 november 2016                        | Japan – Saoedi-Arabië                   | 2 – 1                                   | Kwalificatie WK 2018                    | 0                                       |                                         |
| 87.                                     | 23 maart 2017                           | Verenigde Arabische Emiraten – Japan    | 0 – 2                                   | Kwalificatie WK 2018                    | 0                                       |                                         |
| 88.                                     | 28 maart 2017                           | Japan – Thailand                        | 4 – 0                                   | Kwalificatie WK 2018                    | 0                                       |                                         |
| 89.                                     | 7 juni 2017                             | Japan – Syrië                           | 1 – 1                                   | Vriendschappelijk                       | 0                                       |                                         |
| 90.                                     | 13 juni 2017                            | Irak – Japan                            | 1 – 1                                   | Kwalificatie WK 2018                    | 0                                       |                                         |
| Als speler van CF Pachuca               |                                         |                                         |                                         |                                         |                                         |                                         |
| 91.                                     | 5 september 2017                        | Saoedi-Arabië - Japan                   | 1 – 0                                   | Kwalificatie WK 2018                    | 0                                       |                                         |
| 92.                                     | 23 maart 2018                           | Mali – Japan                            | 1 – 1                                   | Vriendschappelijk                       | 0                                       |                                         |
| 93.                                     | 27 maart 2018                           | Oekraïne – Japan                        | 2 – 1                                   | Vriendschappelijk                       | 0                                       |                                         |
| 94.                                     | 30 mei 2018                             | Japan – Ghana                           | 0 – 2                                   | Vriendschappelijk                       | 0                                       |                                         |
| 95.                                     | 8 juni 2018                             | Zwitserland – Japan                     | 2 – 0                                   | Vriendschappelijk                       | 0                                       |                                         |
| 96.                                     | 19 juni 2018                            | Colombia – Japan                        | 1 – 2                                   | WK 2018                                 | 0                                       |                                         |
| 97.                                     | 24 juni 2018                            | Senegal – Japan                         | 2 – 2                                   | WK 2018                                 | 1                                       |                                         |
| 98.                                     | 2 juli 2018                             | België – Japan                          | 3 – 2                                   | WK 2018                                 | 0                                       |                                         |

Bijgewerkt t/m 2 juli 2018

## Trainerscarrière
In augustus 2018 tekende Honda een tweejarig contract als bondscoach van Cambodja als opvolger van Felix Dalmas. In 2021 kwam er een einde aan zijn dienstverband.

## Erelijst
| Competitie                      |           |                  |           |           |
| Competitie                      | Aantal    | Jaren            |           |           |
| VVV-Venlo                       | VVV-Venlo | VVV-Venlo        | VVV-Venlo | VVV-Venlo |
| ------------------------------- | --------- | ---------------- | --------- | --------- |
| Kampioen Eerste divisie         | 1x        | 2008/09          |           |           |
| CSKA Moskou                     |           |                  |           |           |
| Kampioen Premjer-Liga           | 1x        | 2012/13          |           |           |
| Beker van Rusland               | 2x        | 2010/11, 2012/13 |           |           |
| Russische supercup              | 1x        | 2013             |           |           |
| AC Milan                        |           |                  |           |           |
| Supercoppa Italiana             | 1x        | 2016             |           |           |
| Neftçi Bakoe                    |           |                  |           |           |
| Azerbeidzjan Premyer Liqası     | 1x        | 2021             |           |           |
| Japan                           |           |                  |           |           |
| Aziatisch kampioenschap voetbal | 1x        | 2011             |           |           |

Individueel
- Beste speler Jupiler League: 2008/09
- Beste speler Azië Cup: 2011
- Japans voetballer van het jaar: 2010